# 코야마 키미코
코야마 키미코(こやま きみこ, 1959년 1월 9일 ~ ) 또는 고야마 기미코는 일본의 성우이다. 본명은 古山 貴実子로, 독음은 같다.

## 출연작

### TV 애니메이션
2002년
- 육상방위대 마오(오니가와라 마오)

2003년
- 마부라호(엘리자베트)

2005년
- 마법선생 네기마(나루타키 후우카)
- 작안의 샤나(마리안느)
- Canvas2~무지개 빛의 스케치~(나나시로 유즈)
- 조이드 제네시스(코야마 키미코)

2006년
- 네기마?!(나루타키 후우카)
- 러브겟CHU~미라클 성우백서~(호죠 키요카)
- 엽기인걸 스나코(마들렌느)

2007년
- 작안의 샤나 II(마리안느)

2008년
- 수호캐릭터! (페페)
- 어떤 마술의 금서목록 (츠쿠요미 코모에)
- 로자리오와 뱀파이어 (센도 유카리)

2009년
- 수호캐릭터! 두근! (페페)
- 어떤 과학의 초전자포 (츠쿠요미 코모에)

2010년
- 오오카미씨와 7명의 동료들 (마죠리카 르 페이)
- 축복의 캄파넬라 (카리나 베르리티)

### OVA
2006년
- 네기마?! OVA(나루타키 후우카)

### 극장판
2007년
- 작안의 샤나 극장판(마리안느)

### 게임
1997년
- 이 세상의 끝에서 사랑을 노래하는 소녀 YU-NO (유노)

1999년
- 리틀 위치 파르페 ~검은 고양이 마법상점~(소녀 마법사 파르페) (파르페 슈크렐)
- 리틀 위치 레네트 ~스완의 랩소디~(소녀 마법사 레네트) (파르페 슈크렐)

2000년
- 꽃밭의 플로레 (파르페 슈크렐)
- 하트풀 메모리즈 ~Little Witch Parfait2~(하트풀 메모리즈 ~소녀 마법사 파르페2~) (파르페 슈크렐)

2001년
- IZUMO (토마 미유키, 주작) : 모모츠키 라미아 (桃月らみあ) 명의
- HAPPY★LESSON (신텐노 우즈키)
- 코믹 파티 (타치카와 이쿠미)

2003년
- 식신의 성II (꼬마 후미코)
- 테네레시아 (쵸코레타)
- 파티시에 냥코 (스즈미야 이치고)

2004년
- Memories Off ~그 이후~ (노노하라 하야)
- IZUMO2 (주작) : 모모츠키 라미아 (桃月らみあ) 명의

2005년
- 프린세스 윗치즈 (스즈미야 이치고, 리리안 치롤(리리안 선생), 쵸코리엘) : 友里杏 명의
- 졸업 Next Graduation (시무라 모코)
- 극상학생회 (히사카와 마치)

2006년
- Memories Off ~그 이후 again~ (노노하라 하야)
- IZUMO2 학원광상곡 (주작) : 모모츠키 라미아 (桃月らみあ) 명의
- 파르페 ~쇼콜라 second brew~ (나리타 요시미)

2008년
- 로자리오와 뱀파이어 칠석의 미스 양해학원 (센도 유카리)
- PRISM ARK -AWAKE- (릿테 라듀스)
- 두근두근 마녀신판2 (세이카 코론)
- 트윙클☆크루세이더스 (메리롯트)

2009년
- 축복의 칸파넬라 (카리나 벨릿티) : 리이네 루리 (莉稲るり) 명의
- 전뇌학원 (마리안느)

### 라디오
- 라디오 닷아이 코아먀 키미코의 Strawberry Time (분카방송 인터넷 라디오, 2004년 4월 - 6월]])
- 라디오 팅클 크루세이더스 - 이토 시즈카와 공동진행. (인터넷 라디오, 2007년 9월 10일 - 2008년 11월 3일)
- 라디오 로자리오와 뱀파이어 - 후쿠엔 미사토와 공동진행. (인터넷 라디오, 2007년 12월 27일 - 2008년 3월 27일)
- 라디오 로자리오와 뱀파이어 CAPU2 - 후쿠엔 미사토와 공동진행. (인터넷 라디오, 2008년 10월 23일 - 2009년 4월 23일)
- 라디오 축복의 캄파넬라 ~클랜 오아시스에 어서 오세요!~ - 이마이 아사미와 공동진행. (인터넷 라디오, 2010년 7월 1일 - )